# 716
716 (DCCXVI) je bilo prestopno leto, ki se je po julijanskem koledarju začelo na sredo.

## Dogodki
- 1. januar

## Smrti
- 22. julij - Kapagan kagan, kagan  Drugega turškega kaganata (* 664)

Neznan datum
- Teodbert Bavarski, bavarski vojvoda (* 685)